# Llanbradach (stacja kolejowa)
Llanbradach (ang. Llanbradach railway station) – stacja kolejowa w Llanbradach, w hrabstwie miejskim Caerphilly w Walii. Znajduje się na Rhymney Line.
Usługi pasażerskie są świadczone przez Arriva Trains Wales jako część sieci Valleys & Cardiff Local Routes.

## Linie kolejowe
- Rhymney Line